# Moshe Katsav
Moshe Katsav (hebraico מֹשֶׁה קַצָּב Mōšeh Qaṣṣāḇ) (Yazd, 5 de dezembro, 1945) foi o oitavo presidente de Israel, tendo exercido o cargo de 1 de agosto de 2000 até 1 de julho de 2007, quando renunciou após ser acusado de assédio sexual. As pressões  políticas para que renunciasse haviam começado um ano antes, quando ele mesmo denunciou ao Procurador-geral do Estado de Israel, que estava sendo extorquido por uma ex-funcionária da Presidência. Katsav foi substituído no governo por Shimon Peres.

## Biografia
Moshe Katsav nasceu em Yazd, Irã. Quando tinha um ano de idade sua família se transferiu para Teerã; Em 1951, emigrou com sua família a Israel. Ele ainda domina a língua persa.
Aos 32 anos de idade foi eleito ao parlamento de Israel com um avanço rápido na carreira política. Foi ministro em vários governos liderados pelo partido de direita Likud, antes de ser eleito presidente, em 2000.

### Escândalo
No dia 23 de Janeiro de 2007 o Conselheiro jurídico do governo israelense, Menachem Mazuz, decidiu abrir um processo criminal contra Katsav por alegações de estupro e abuso sexual de ex-funcionárias. Em junho de 2007, duas semanas antes do final de seu mandato de sete anos, Katsav renunciou ao cargo de presidente, depois de assinar um acordo fora dos tribunais,  visando a redução da pena. Assim, declarou-se culpado de vários delitos de assédio sexual, mas não de violação, como tinha sido inicialmente acusado, livrando-se da prisão. No entanto, em março de 2009, a Promotoria o processou formalmente e restituiu na ata de acusação os dois delitos de violação. Em abril de 2009, Katsav rejeitou o acordo e declarou que queria limpar seu nome. Na época, ele convocou a imprensa para uma entrevista na qual criticou os promotores e negou qualquer acusação. Um tribunal de Israel considerou-o culpado de duas violações, a 30 de Dezembro de 2010. Diante do prédio do tribunal,  várias organizações de mulheres se manifestaram em solidariedade às vítimas.
A legislação israelense prevê uma pena de quatro a 16 anos de prisão para os casos de violação.